# Memoriał Janusza Kusocińskiego 2012
58. Memoriał Janusza Kusocińskiego – międzynarodowy mityng lekkoatletyczny, który rozegrano 21 lipca 2012 na Miejskim Stadionie Lekkoatletycznym w Szczecinie.  Zawody znalazły się w kalendarzu European Athletics Outdoor Premium Meetings w związku z czym należą do grona najważniejszych mityngów organizowanych w Europie pod egidę Europejskiego Stowarzyszenia Lekkoatletycznego. Memoriał Kusocińskiego drugi raz z rzędu odbędzie się w Szczecinie, pierwszy raz od wielu lat zawody zaplanowano na lipiec.
Podczas zawodów nastąpiło oficjalne zakończenie kariery przez rekordzistę Polski w biegu na 800 metrów Pawła Czapiewskiego.

## Rezultaty

### Mężczyźni
| Konkurencja:       | 1. miejsce                                                              | Rezultat | 2. miejsce                                                                | Rezultat | 3. miejsce                                                              | Rezultat |
| Bieg na 100 m      | Michael Frater                                                          | 10,09    | Nesta Carter                                                              | 10,10    | Mario Forsythe                                                          | 10,11    |
| Bieg na 400 m      | Rabah Yousif                                                            | 45,69    | Richard Buck                                                              | 46,23    | Kamil Budziejewski                                                      | 46,28    |
| Bieg na 800 m      | Adam Kszczot                                                            | 1:45,78  | Job Kinyor                                                                | 1:45,89  | Tyler Mulder                                                            | 1:48,01  |
| Bieg na 3000 m     | Gideon Gathimba                                                         | 7:50,34  | John Kipkoech                                                             | 7:51,24  | Garrett Heath                                                           | 7:51,34  |
| Sztafeta 4 x 100 m | Jamajka · Nesta Carter · Omar Douglas · Michael Frater · Jacques Harvey | 39,11    | Zespół mieszany Aaron Armstrong Mario Forsythe Gerald Phiri Ainsley Waugh | 39,33    | Polska · Kamil Kryński · Robert Kubaczyk · Kamil Masztak · Artur Zaczek | 39,38    |
| Skok wzwyż         | Raivydas Stanys                                                         | 2,25     | Wojciech Theiner                                                          | 2,25     | Wiktor Szapował Jaroslav Bába                                           | 2,14     |
| Skok o tyczce      | Steven Lewis                                                            | 5,82 NR  | Brad Walker                                                               | 5,72     | Steve Hooker                                                            | 5,72     |
| Pchnięcie kulą     | Tomasz Majewski                                                         | 21,04    | Georgi Iwanow                                                             | 19,91    | Antonín Žalský                                                          | 19,33    |
| Rzut dyskiem       | Virgilijus Alekna                                                       | 68,50    | Benn Harradine                                                            | 64,92    | Piotr Małachowski                                                       | 64,29    |
| Rzut młotem        | Paweł Fajdek                                                            | 77,50    | Ołeksij Sokyrski                                                          | 75,38    | Andrij Martyniuk                                                        | 74,22    |

### Kobiety
| Konkurencja:               | 1. miejsce                 | Rezultat | 2. miejsce           | Rezultat | 3. miejsce            | Rezultat |
| Bieg na 100 m              | Ezinne Okparaebo           | 11,13w   | Aleen Bailey         | 11,16w   | Daria Korczyńska      | 11,32w   |
| Bieg na 3000 m             | Purity Cherotich Rionoripo | 9:07,57  | Johanna Lehtinen     | 9:08,88  | Natalja Popkowa       | 9:09,74  |
| Bieg na 400 m przez płotki | Sara Petersen              | 55,68 NR | Anna Jesień          | 55,78    | Yadisleidis Pedroso   | 55,96    |
| Trójskok                   | Olesia Bufałowa            | 14,48w   | Jekatierina Kajukowa | 14,07    | Anastasiya Juravlyova | 13,90    |
| Rzut młotem                | Anita Włodarczyk           | 76,81    | Yipsi Moreno         | 71,90    | Joanna Fiodorow       | 69,23    |
| Rzut oszczepem             | Barbara Madejczyk          | 56,72    | Franziska Krebs      | 55,97    | Indrė Jakubaitytė     | 55,92    |

## Rekordy
Podczas mityngu ustanowiono 2 krajowe rekordy w kategorii seniorów:
| Zawodnik      | Reprezentacja   | Konkurencja                     | Rezultat |
| ------------- | --------------- | ------------------------------- | -------- |
| Steven Lewis  | Wielka Brytania | skok o tyczce                   | 5,82     |
| Sara Petersen | Dania           | bieg na 400 metrów przez płotki | 55,68    |